# 明登-拉文斯贝格
明登-拉文斯贝格 (德語：Minden-Ravensberg)是普鲁士的一个行政单位，存在于从1719年到1807年，由明登公国和拉文斯贝格伯国组成。首府是明登。1807年，该地区成为了拿破仑法国的附庸国威斯特伐利亞王國的一部分。该领土在拿破仑战争后归还普鲁士，并于1815年成为普鲁士新设立的威斯特法伦省内明登行政区的一部分。
该省包括现在位于条顿堡森林和维恩山之间的拉文斯堡地区以及位于维恩山以北到德国北部低地的明登地区。明登-拉文斯堡以威悉河为界，而其他重要河流是阿河和埃尔斯河。明登是明登-拉文斯贝格的首府，而比勒费尔德和黑尔福德等其他城市的重要性较低。明登-拉文斯贝格在1800年有人口160,301人，在1806年面积为2,113平方公里。